# Европейски крив рак
Европейските криви раци (Carcinus maenas), също обикновени криви раци или зелени криви раци, са вид висши ракообразни от семейство Плуващи раци (Portunidae).
Разпространени са в моретата край бреговете на Европа и Северозападна Африка. Смятат се за инвазивни за Австралия. 
Таксонът е описан за пръв път от Карл Линей през 1758 година.